# Andriej Własow

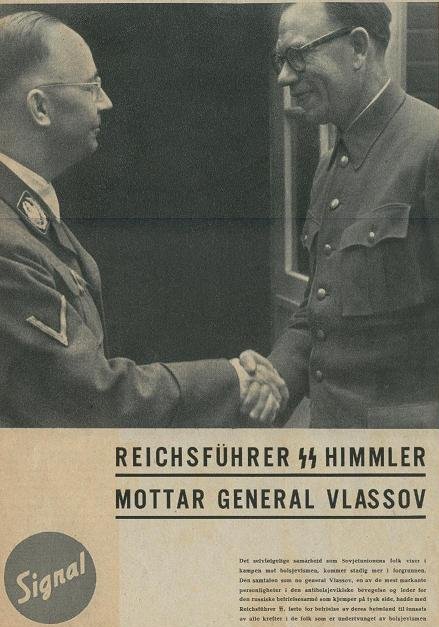
Andriej Własow i Heinrich Himmler na okładce niemieckiego czasopisma propagandowego „Signal”

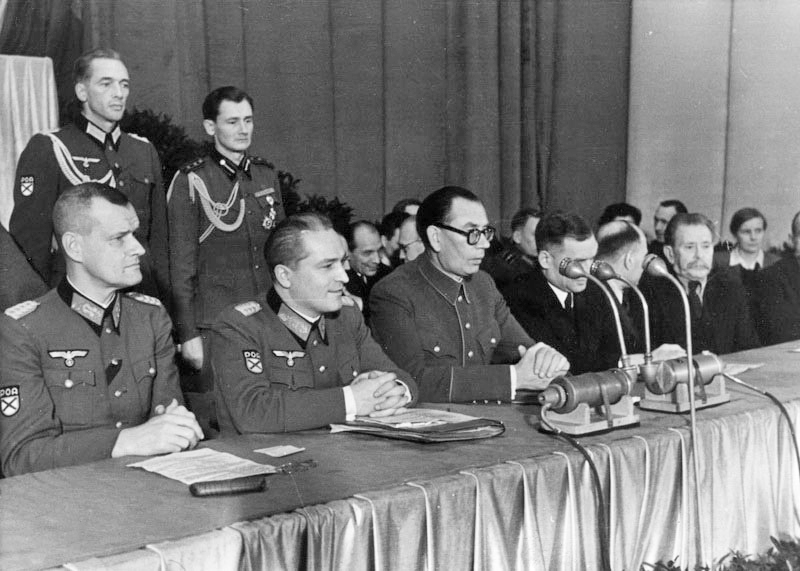
Andriej Własow podczas spotkania Komitetu Wyzwolenia Narodów Rosji w listopadzie 1944

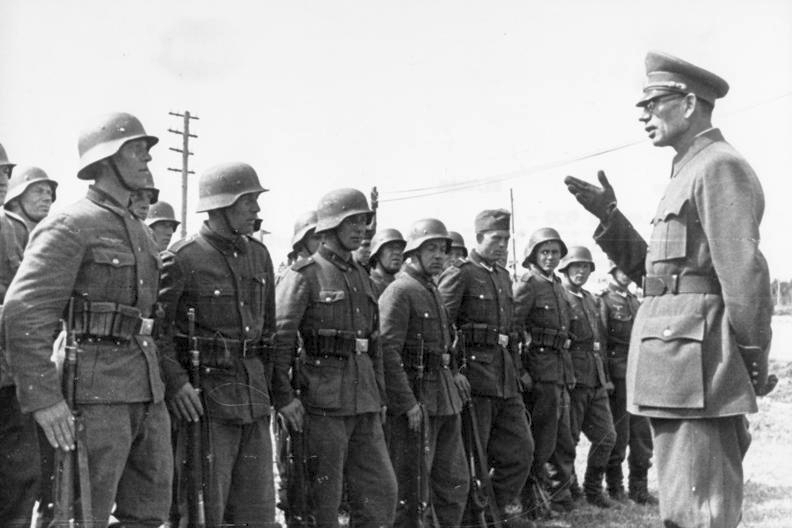
Generał Andriej Własow przemawiający do żołnierzy Rosyjskiej Armii Wyzwoleńczej

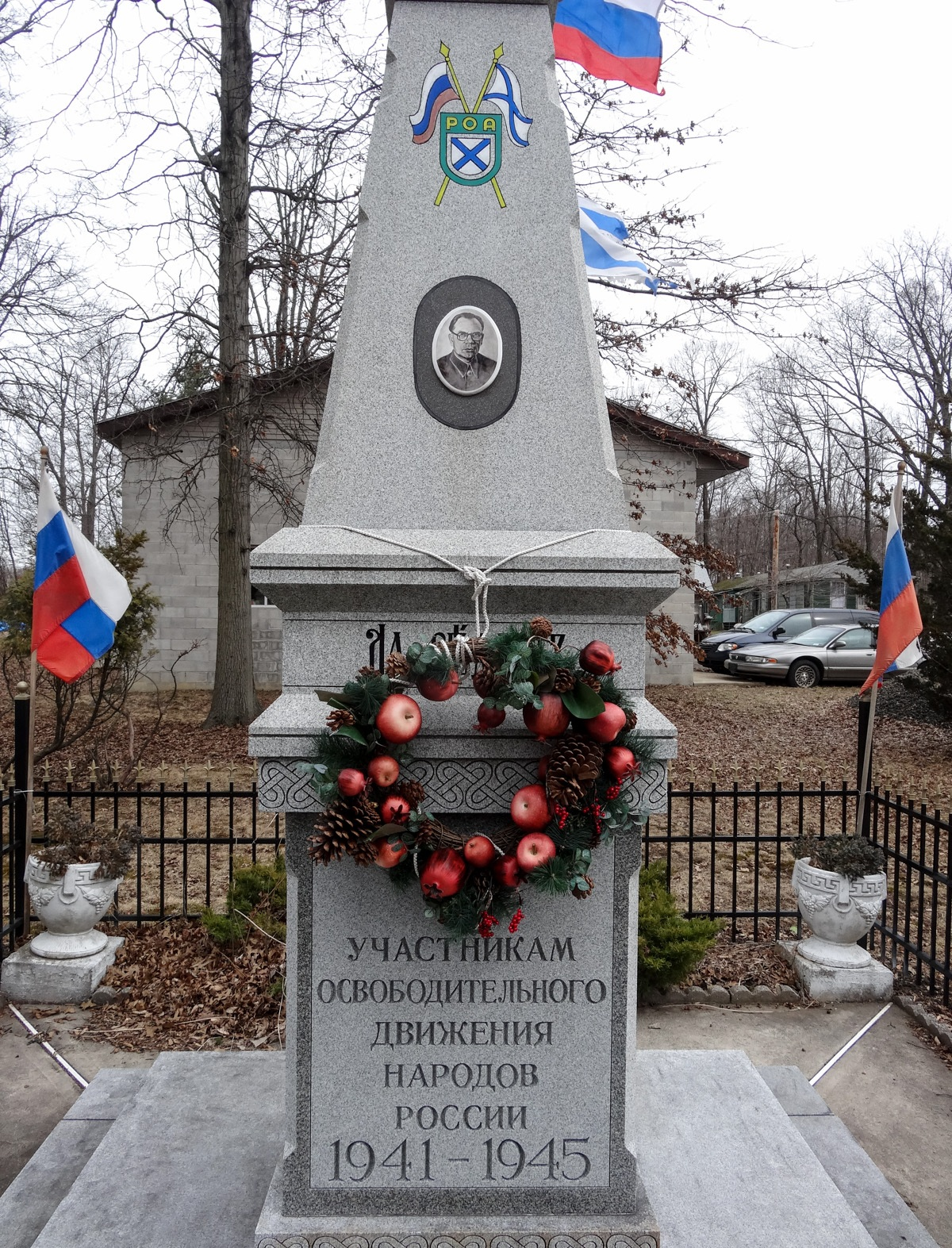
Pomnik poświęcony Andriejowi Własowowi i żołnierzom Rosyjskiej Armii Wyzwoleńczej w Nowym Jorku

Andriej Andriejewicz Własow (ros. Андрей Андреевич Власов; ur. 1 września?/14 września 1901 we wsi Łomakinie, zm. 1 sierpnia 1946 w Moskwie) – radziecki wojskowy w stopniu generała porucznika Armii Czerwonej. Przebywając w niemieckiej niewoli podjął współpracę z reżimem III Rzeszy, został dowódcą Rosyjskiej Armii Wyzwoleńczej oraz Sił Zbrojnych Komitetu Wyzwolenia Narodów Rosji. Po wojnie skazany na śmierć pod zarzutem zdrady i kolaboracji z III Rzeszą.

## Życiorys

### Młodość i służba w Armii Czerwonej
Urodził się w wielodzietnej rodzinie chłopskiej. W 1915 ukończył szkołę kościelną, zaś w 1917 – 2 lata seminarium duchownego w Niżnym Nowogrodzie. W 1919 zakończył naukę w XI niżnonowogrodzkiej szkole robotniczej 2. klasy, po czym rozpoczął studia na wydziale rolniczym uniwersytetu państwowego w Niżnym Nowogrodzie. Już w 1919 należał do Czerwonej Gwardii a na początku maja 1920 został zmobilizowany do Armii Czerwonej. W październiku tegoż roku ukończył kurs piechoty dla kadry dowódczej, po czym został skierowany na front. Uczestniczył w walkach z wojskami gen. Piotra Wrangla. Następnie tłumił bunty chłopskie. Udział w wojnie domowej zakończył w lipcu 1922 jako dowódca kompanii.
Wiedzę wojskową uzyskał w trakcie kursów czerwonych dowódców oraz kursu w Akademii Wojskowej im. Michaiła Frunzego. W 1930 wstąpił do Wszechzwiązkowej Komunistycznej Partii (bolszewików). Od lutego 1933 służył w sztabie Leningradzkiego Okręgu Wojskowego jako zastępca szefa 1 sektora 2 oddziału. W 1935 objął funkcję zastępcy naczelnika oddziału przygotowania wojskowego, zaś w 1936 – naczelnika szkoleniowego oddziału kursów tłumaczy wojskowych. Od lipca 1937 dowodził 215 pułkiem strzeleckim, zaś od listopada tego roku – 133 pułkiem strzeleckim. W maju 1938 został odkomenderowany do sztabu Kijowskiego Samodzielnego Okręgu Wojskowego, w którym objął funkcję naczelnika 2. oddziału. We wrześniu tegoż roku został dowódcą 72 Dywizji Strzeleckiej. Jednocześnie w latach 1937–1938 jako członek trybunału wojskowego najpierw Leningradzkiego Okręgu Wojskowego, a potem Kijowskiego Samodzielnego Okręgu Wojskowego wydał kilkaset wyroków śmierci w sfabrykowanych procesach stalinowskich kadry oficerskiej Armii Czerwonej.
Pod koniec 1938 został wysłany wraz z kilkoma innymi oficerami do Chin jako doradca wojskowy. W grudniu 1939 powrócił do Związku Radzieckiego. W styczniu 1940 objął dowództwo 99 Dywizji Strzeleckiej stacjonującej w Przemyślu. 4 czerwca tegoż roku awansował do stopnia generała-majora. Pod koniec września dywizja była inspekcjonowana przez ludowego komisarza obrony marszałka Siemiona Timoszenkę i uzyskała dobre oceny. 3 października w gazecie „Krasnoje znamia” został opublikowany artykuł gen. Własowa pt. Nowyje mietody uczioby. Dowodzona przez Własowa jednostka stawiana była za wzór dla całej Armii Czerwonej. Od 17 stycznia 1941 dowodził 4 Korpusem Zmechanizowanym.
Po ataku wojsk niemieckich na ZSRR 22 czerwca 1941 roku 4 Korpus Zmechanizowany toczył ciężkie walki w obronie Lwowa. 17 lipca gen. Własow został wezwany przez marszałka Siemiona Budionnego do Kijowa, gdzie stanął na czele broniącej miasta 37 Armii. Za sprawne i zdecydowane dowodzenie okrążonymi wojskami pod Kijowem został odznaczony Orderem Lenina i uznany za wiernego syna partii komunistycznej. Po odwrocie wojsk spod Kijowa i zajęciu go przez Niemców udał się do Woroneża. Po spotkaniu 10 listopada w Moskwie z Józefem Stalinem został 20 listopada dowódcą 20 Armii, która broniła przedpola stolicy ZSRR. Po bitwie pod Moskwą jego nazwisko było wymieniane wśród dziewięciu najwybitniejszych dowódców Armii Czerwonej. 6 stycznia 1942 roku awansował na generała porucznika, zaś 22 lutego został drugi raz odznaczony Orderem Lenina. Dowodząc 20 Armią, wykazał wybitne zdolności dowódcze. Rozbił wojska niemieckie 2 Armii Pancernej i 106 Dywizji Piechoty z 4 Armii dowodzonej przez feldmarszałka Günthera von Klugego. Wyzwolił miasto Sołniecznogorsk a dowodzone przez niego oddziały zostały powstrzymane dopiero w głębi niemieckich linii.
Ten sukces miał też wpływ na to, że 10 marca mianowano go zastępcą dowódcy Frontu Wołchowskiego. 15 kwietnia gen. Własowowi powierzono dowództwo 2 Armii Uderzeniowej z zadaniem odblokowania oblężonego Leningradu. Pomimo odbicia Tichwinu i wyparcia Niemców za rzekę Wołchow, zadanie nie zostało wykonane. 30 kwietnia Niemcy przystąpili do likwidacji 2 Armii Uderzeniowej. Podejmowane przez gen. Własowa próby wyrwania się z okrążenia nie dały żadnych rezultatów, on sam zaś, po trzytygodniowej tułaczce po wertepach i bagnach nad rzeką Wołchow, 12 lipca oddał się do niewoli poszukującemu go specjalnemu komandu z niemieckiej 18 Armii.

### U boku III Rzeszy
Początkowo trafił do sztabu dowódcy niemieckiej 18 Armii, następnie do Twierdzy Boyen w Giżycku, zaś ostatecznie przewieziono go 20 lipca do Winnicy, gdzie został osadzony w obozie jenieckim dla generałów i oficerów sztabu generalnego Armii Czerwonej. 3 sierpnia wraz z płk. Władimirem Bojarskim opracował memorandum skierowane do władz III Rzeszy, w którym wystąpił o utworzenie rosyjskiej armii narodowej do walki ze Stalinem. 10 września napisał tzw. „List Otwarty” do oddziału propagandy Naczelnego Dowództwa Wehrmachtu (OKW). W odpowiedzi 17 września został przewieziony do Berlina, gdzie trafił do rosyjskiego sztabu oddziału propagandy OKW. Zetknął się tam z Mieletijem Zykowem, który stał się jego jednym z najbliższych współpracowników, a także innymi wysokimi oficerami Armii Czerwonej, którzy znajdowali się w niewoli niemieckiej. 27 grudnia w Dabendorfie pod Berlinem podpisał tzw. „Deklarację Smoleńską”, głoszącą konieczność walki ze stalinizmem w celu zbudowania nowej Rosji. W tym celu miała powstać rosyjska armia wyzwoleńcza, podporządkowana komitetowi rosyjskiemu z gen. Własowem na czele. Deklaracja została ogłoszona 13 stycznia 1943 r. w okupowanym Smoleńsku. Sygnatariusze deklaracji stworzyli Rosyjski Ruch Wyzwoleńczy.
Początkowo niemieccy wojskowi popierali działania gen. Własowa. Pozwolili mu na odbycie dwóch podróży na okupowane terytoria Związku Radzieckiego. W tym celu w lutym 1943 r. gen. Własow został przewieziony na front do sztabu Grupy Armii „Środek”. Miał on przekonywać lokalną ludność do swoich idei i współpracy z III Rzeszą. 25 lutego wystąpił publicznie w Smoleńsku, 29 kwietnia w Rydze, zaś 1 maja w Pskowie. Jego przemówienia cieszyły się dużą popularnością. 3 marca w piśmie „Zaria” ukazał się jego artykuł pt. „Poczemu ja stał na put’ bor’by s bolszewizmom”. 8 czerwca w kwaterze Adolfa Hitlera miało miejsce spotkanie w sprawie gen. Własowa i utworzeniu Rosyjskiej Armii Wyzwoleńczej (ROA). Jednakże latem Hitler wystąpił przeciwko działalności gen. Własowa, w wyniku czego ten znalazł się w areszcie domowym. W Berlinie istniała jego kancelaria osobista, pełniąca jednocześnie funkcję Kwatery Głównej. Wszystkie wschodnie formacje zbrojne, których żołnierze nosili naszywki ROA, faktycznie podlegały Generałowi Formacji Wschodnich, zaś wpływ gen. Własowa był zerowy.
Do 16 września 1944 r. Własow przebywał w domu wypoczynkowym SS w Ruhpolding w stanie bezczynności, kiedy doszło do jego spotkania z Reichsführerem SS Heinrichem Himmlerem. Spotkanie trwało około 6 godzin i miało miejsce w kwaterze Himmlera w Großgarten. W jego wyniku doszło do wyrażenia zgody na powołanie Komitetu Wyzwolenia Narodów Rosji (KONR) jako organu politycznego, opublikowanie manifestu politycznego i utworzenie Sił Zbrojnych KONR jako formacji sojuszniczej w stosunku do armii niemieckiej. 14 listopada w okupowanej Pradze został przez gen. Własowa podpisany i przedstawiony Manifest KONR. Dopiero pod koniec stycznia 1945 r. został on przez Niemców mianowany głównodowodzącym Sił Zbrojnych KONR, w skład których ostatecznie weszły jedynie trzy dywizje piechoty, w tym do końca wojny tylko jedna osiągnęła gotowość bojową i wzięła udział w walkach oraz jednostki tyłowe i zapasowe, nie stanowiące na dodatek jednego związku operacyjnego. 16 lutego gen. Własow wraz z gen. Ernstem Köstringiem przyjął paradę 1 Dywizji Sił Zbrojnych KONR gen. Siergieja Buniaczenki. 26 marca uczestniczył w ostatnim zebraniu KONR w Karlovych Varach. W drugiej połowie kwietnia, próbując ratować żołnierzy Sił Zbrojnych KONR, wysłał do Amerykanów jako parlamentariusza gen. Wasilija Małyszkina. Rozmowy ze stroną amerykańską prowadziło też kilku innych wysokich oficerów Sił Zbrojnych KONR.
6 maja 1945 r., w drugim dniu powstania w stolicy Czech, Pradze, 1 Dywizja gen. Buniaczenki wspomogła powstańców. Być może nastąpiło to na rozkaz gen. Własowa.

### Śmierć
Andriej Własow 11 maja przedostał się do miejsca kwaterowania żołnierzy 1 Dywizji, gdzie oddał się w ręce Amerykanów. Jednakże już 12 maja został przekazany Sowietom, którym kolumnę z Własowem wskazał jeden z oficerów własowców. Przed uwięzieniem Własow powiedział:

Przegrałem, będą mnie nazywać zdrajcą, dopóki w Rosji wolność nie zatriumfuje nad radzieckim patriotyzmem.

Po przewiezieniu do Moskwy został osadzony w więzieniu na Łubiance, gdzie był przesłuchiwany. Po jednodniowym procesie, który odbył się 30 lipca 1946 r., na mocy wyroku sądu wojskowego został jako zdrajca skazany na karę śmierci. Bogusław Wołoszański podaje, że Andrieja Własowa powieszono na strunie fortepianowej.

## Kontrowersje
We współczesnej Rosji Andriej Własow jest postacią budzącą ogromne kontrowersje, ma zarówno wielu zwolenników, jak i przeciwników.
W 2001 zwrócono się do Naczelnej Prokuratury Wojskowej Federacji Rosyjskiej z prośbą o rewizję wyroku wydanego na Andrieja Własowa i jego współpracowników. Kolegium Wojskowe Sądu Najwyższego Federacji Rosyjskiej doszło jednak do wniosku, że nie ma podstaw do zastosowania w tej sprawie przepisów ustawy o rehabilitacji ofiar represji politycznych.
W 1992 Sąd Konstytucyjny Federacji Rosyjskiej, rozpatrując sprawę KPZR, wydał oficjalną decyzję o uchyleniu wszystkich represyjnych wyroków organów partii. Zdaniem niektórych rosyjskich historyków, na podstawie tej decyzji można przyjąć, że rehabilitacja Własowa i jego współpracowników już się odbyła.

## Ordery i odznaczenia
- Złoty Medal Narodów Wschodnich II klasy z mieczami (III Rzesza)[18]
- Order Złotego Smoka (Republika Chińska, 1939)

### Nagrody odebrane
Za zdradę i kolaborację z hitlerowcami Kolegium Wojskowe Sądu Najwyższego ZSRR odebrało Andriejowi Własowowi przyznane mu odznaczenia Związku Radzieckiego:
- Order Lenina (6 lutego 1941)
- Order Czerwonego Sztandaru (1940 i 1942)
- Medal jubileuszowy „XX lat Robotniczo-Chłopskiej Armii Czerwonej” (1938)